# Baťova škola umění
Baťova Škola umění (18. září 1939 – 1949) byla uměleckoprůmyslová škola Baťových závodů ve Zlíně, která měla vychovat průmyslové výtvarníky. Byla zřízena po vzoru Bauhausu a s koncepcí převzatou z amerického školství.

## Historie
Tomáš Baťa založil ve Zlíně roku 1928 podle amerického vzoru Masarykovu pokusnou diferencovanou měšťanskou školu, která byla zaměřena na praktické studium. Po tragické smrti Tomáše Bati v roce 1932 převzal vedení firmy Jan Antonín Baťa, který se zasloužil zejména o kulturní rozkvět Zlína. Postavil městské divadlo, filmové ateliéry, Velké kino, knihovnu, reformoval školy a roku 1936 založil tradici Zlínských salonů. Pro Galerii výtvarného umění ve Zlíně byl postaven Studijní ústav II. Díla, která Baťa nakoupil na prvním Salonu se stala základem sbírky galerie.
Filmové ateliéry na Kudlově byly postaveny roku 1936 a jejich vedením byl pověřen Elmar Klos. Na počátku byly zaměřeny na reklamu a propagaci a působili zde také A. Hackenschmied, L. Kolda a J. Lukas. Díky existenci Velkého kina a filmových ateliérů vznikly Filmové žně jako přehlídka soudobých filmů. Filmové žně proběhly celkem dvakrát, v roce 1940 a 1941.
V roce 1937 se konala v Paříži Světová výstava, zaměřená na Umění a techniku v moderním životě, kde Československo za svůj pavilon získalo Grand Prix. Firma Baťa, která se výstavy zúčastnila, neuspěla se svými grafickými plakáty a Jan Antonín Baťa se rozhodl založit vlastní uměleckou školu. Jako sídlo školy byla zvolena funkcionalistická budova Studijního ústavu II na náměstí T. G. Masaryka.
Spoluautorem koncepce školy a jejím prvním ředitelem byl architekt František Kadlec. Škola měla dvě učiliště – čtyřleté studium některého ze čtyř uměleckoprůmyslových oborů zakončené výučním listem řemesla a speciální školy sochařství a restaurování.
K přijímacímu řízení se dostavilo 200–300 zájemců. Do prvního ročníku bylo přijato 34 studentů. Během okupace, kdy ostatní vysoké školy byly zavřeny, byla škola evidována jako střední, ale formou výuky vyhovovala kritériím na vysokou školu. Za protektorátu tak škola umožnila studium talentovaným výtvarníkům a uchránila je od totálního nasazení. Sešla se zde řada zkušených pedagogů.
Po válce v roce 1945 někteří pedagogové i absolventi odešli jinam a původní záměry už nebylo možné uskutečnit. Škola byla nejprve roku 1949 znárodněna a přejmenována na Střední uměleckoprůmyslovou školu Zdeňka Nejedlého a roku 1952 přesunuta do Uherského Hradiště, když její prostory ve Zlíně zabrala SNB.

## Obory a vyučující
- Vincenc Makovský (sochařství, asistenti Zdeněk Kovář, Arnošt Paderlík)
- František Petr (dekorativní malba, malířské techniky)
- Eduard Milén (grafika)
- Jan Vaněk (bytová kultura, aranžérství a výstavnictví)
- Bohuslav Fuchs, František Lýdie Gahura (architektura)
- Vladimír Hroch, Karel Hofman (krajinomalba)
- Richard Wiesner (figurální kreslení, dekorativní malba a kresba)
- Josef Kousal (reklama)
- Rudolf Gajdoš (figurální kreslení)
- Luděk Havelka, Jiří Jaška (modelování)
- Albert Kutal (dějiny umění)
- Miroslav Batík, Jaroslav Josef Balcárek (dějiny literatury)
- Václav Vilém Štech (externí přednášející, dějiny uměleckého průmyslu)
- MUDr. Jan Černošek (anatomie)
- Ludvík Vašek (deskriptivní geometrie)
- Antonín Horák (fotografie)

Celkem se na škole vyučovalo ve 28 oborech (kreslení, užitková grafika (typografie), reklama, propagace knihy, časopisy, inserce, knihařství, modelování, řezbářství, štukatérství, odlévačství, keramika, drobná plastika, hračky, medailérství, návrhy obuvi, komposice, anatomie, architektura, stavba měst, vnitřní zařízení, výstavnictví, truhlářství, malířské techniky, mosaika, malba na skle, módní návrhy, textil, dekorační malba, umělecká historie, literatura, estetika, fotografie, film, aranžérství a zbožíznalství). V některých oborech byly zavedeny večerní kursy pro veřejnost.
Studenti prvních dvou ročníků měli povinnou praxi v dílnách a každý si musel vybrat jeden z praktických oborů aby získal výuční list jako stolař, řezbář, štukatér, odlévač, keramik či kameník. Studenti měli k dispozici odborné umělecké časopisy a mohli navštěvovat kino. Ve městě se každoročně konaly výstavy Zlínský salon. V roce 1941 Škola umění založila stálou výstavní síň s prodejnou na náměstí.
Škola byla ekonomicky soběstačná. Studenti pracovali v továrně od 7 do 12 hodin a výuka probíhala odpoledne a v sobotu. V neděli studenti obvykle malovali v plenéru. Nejlepší studentské práce vyrobené v keramické a kamenické dílně byly prodejné a staly se zdrojem příjmů školy.
Ve škole během války působila ilegální organizace KSČ, která byla roku 1944 prozrazena. Gestapo řadu lidí pozatýkalo. Byl mezi nimi i student Václav Chad, který se pokusil uprchnout a byl na útěku zastřelen.

### Současnost
Ve Zlíně působí Katedra designu Vysoké uměleckoprůmyslové školy v Praze. Zahrnuje celkem tři ateliéry designu, z toho dva ve Zlíně a jeden v Praze. Založil ji roku 1959 jeden z prvních absolventů Školy umění Zdeněk Kovář.